# 埃费琳·马茨
埃费琳·马茨（德語：Evelyn Matz，1955年11月22日—），德国女子手球运动员。她曾代表东德国家队参加1976年和1980年夏季奥林匹克运动会手球比赛，获得一枚银牌和一枚铜牌。